# 제1고급기병사령부
제1고급기병사령부(독일어: Höheres Kavallerie-Kommando Nr. 1; HKK 1)는 제1차 세계 대전 당시 독일 육군의 군단급 사령부 중 하나이다. 1914년 8월 독일 육군 동원령에 의해 조직되었으며 1918년 3월 해산되었다. 1916년 이후로는 제56특수배치장군사령부(Generalkommando z.b.V. 56)라는 명칭을 사용했다.

## 전투서열
본래 2개 기병사단에 3개 엽병대대로만 이루어진, 군단 직속병력은 없는 단촐한 군단이었다. 보급 및 행정 문제에 있어서 각 기병사단은 완전히 자율적이었다. 군단장은 전략과 전술만 신경썻다.
1914년 8월 동원령 당시 제1고급기병사령부의 구성은 다음과 같다
- 근위기병사단
- 제5기병사단
- 제11엽병대대
- 제12엽병대대
- 제13엽병대대

각 기병사단은 3개 기병여단(각 6연대 24대대)과 1개 기마포병 분견대, 1개 기관총 분견대(중대급, 기관총 6문), 거기에 공병대와 통신병, 차량화종대로 이루어져 있었다. 상세한 것은 각 기병사단 문서를 별참. 엽병대대들은 각각 4개 경보병중대, 1개 기관총중대(기관총 6문), 1개 자전거중대, 1개 차량화종대로 이루어져 있었다.

## 참고 자료
- Cron, Hermann (2002). Imperial German Army 1914-18: Organisation, Structure, Orders-of-Battle [first published: 1937]. Helion & Co. ISBN 1-874622-70-1.
- Ellis, John; Cox, Michael (1993). The World War I Databook. Aurum Press Ltd. ISBN 1-85410-766-6.